# إذاعة طامي

الملازم عبد الله العويد (طامي) يشير إلى جهاز البث في إذاعته

إذاعة طامي هي أول إذاعة أهلية في المنطقة الوسطى بالمملكة العربية السعودية رخّص لها مجلس الوزراء في عهد الملك سعود، بدأت بثها من العاصمة الرياض عام 1961م/ 1381هـ واستمرت أقل من ثلاث سنوات.

## تأسيس الإذاعة
تأسست الإذاعة على يد الأستاذ عبد الله بن سليمان العويـّد ولقبه (طامي)، ولد في بريدة إحدى مدن منطقة القصيم عام 1341هـ، وختم القرآن الكريم ثم عمل في التدريس مدة قصيرة، وبعدها سافر في بداية شبابه إلى الأردن والشام، وساهم مع الجيوش العربية هناك في مقاومتها للجيش الفرنسي، وتعلم أثناء ذلك أعمال اللاسلكي وعلومه، والإلكترونيات، والتعامل مع المتفجرات فولع بها، حصل هناك على رتبة ضابط ملازم، وبعد نهاية الحرب العالمية الثانية عاد إلى السعودية.

### أول ورشة لإصلاح الراديو
حاول عبد الله العويد أو «طامي» استثمار خبرته الفنية حين عودته إلى بلاده وأراد أن يفتح ورشة لإصلاح الراديو/المذياع إلا أن رأي المجتمع في المذياع آنذاك وتشدد بعض فئاته تجاه هذا الجهاز العجيب وأد هذه المحاولة، فاهتدى إلى فكرة صناعة كرسي متحرك مجهز بالصوت والتلفون والراديو والتسجيل وقدمه هدية للملك عبد العزيز فأعجب به وبجهد مخترعه وكافأه بألفي ريال فرنسي (العملة المتداولة آنذاك في المملة العربية السعودية الحديثة).
ظل (طامي) يستمع إلى إذاعته دون بثها للناس، وتعرف خلال ذلك بالأمير أحمد بن عبد الرحمن الذي كان يستمع لأخبار العالم وأحداثه من خلال إذاعة طامي ويبلغها إلى الملك عبد العزيز، وفي موسم الحج اتجه إلى مكة المكرمة حيث دشن أول ورشة لإصلاح الراديو والمسجل بالمملكة العربية السعودية عام 1371هـ.
وتوفي عبد الله بن سليمان العويد (طامي) في سبتمبر عام 2000م / جمادى الآخرة 1421هـ.

## ترخيص الإذاعة
بعد نجاح تجاربه والوصول إلى الإرسال الجيد والمتطور حينها والأخذ بأسباب إذاعة لا تتوقف وتخدم مساحة كبيرة رفع عبد الله العويد طلباً لوزير المواصلات آنذاك الأستاذ عبد الله السعد يستأذنه بالبث المباشر الذي قام بدوره برفعه لمجلس الوزراء السعودي فصدرت الموافقة بالترخيص والحماية والتشجيع بمبلغ عشرة آلاف ريال.

## مكان الإذاعة
كانت في شقة في الدور الرابع في شارع الوزير بالرياض (يقع الآن في وسط الرياض تقريباً)، ووضع المرسلة الإذاعية على أعلى شجرة قريبة من العمارة التي تقع في الجهة المقابلة لمبنى شرطة النجدة في تلك المنطقة السكنية ذلك الوقت.

## كادر الإذاعة
كان العويد (طامي) هو المذيع والمخرج والمعد لإذاعته، لا يساعده أحد في عمله اليومي في الإذاعة التي تبث أربع ساعات تقريباً يومياً من بعد صلاة العشاء. أما الكوادر الفنية فقد تطورت حين حصل من الحكومة السعودية على تشجيع آخر عبارة عن سيارة وخمسة آلاف ريال حيث أصبح لديه مرسلتين إضافيتين فأصبحت تسمع في الدول المجاورة، فسماها مالكها «إذاعة طامي الوطنية بالرياض»، وبعد هذه القفزة التطويرية أصبح يرد إلى الإذاعة رسائل بريدية من كافة البلدان العربية وإيران، ما يدل على مكانتها آنذاك في الإعلام السعودي والإعلام العربي والإقليمي.

## برامجها
كانت برامجها بسيطة الإعداد ويقدمها باللهجة المحكية وبعفوية ودون تقيد مضبوط بالوقت، وكان يستهلها بالأخبار المجمعة من الإذاعات والصحف الملحية المتوفرة حينها واشتهر في تقديم الأخبار بعبارته (يقرؤها لكم أنا). وكان أحد أهداف الإذاعة مواجهة الحملات الإعلامية ضد المملكة العربية السعودية في تلك المرحلة وتعزيز الوطنية.
وكانت الإذاعة التي لقيت قبولاً كبيراً من المستمعين الكثر بسبب جدّة المذياع في المجتمع ولكونها تقدم برامجها ممزوجة بين العامية والسخرية والبساطة التي تتناسب والحالة الاجتماعية والثقافية للناس آنذاك، تقدم ضمن بثها إعلانات عن فقدان الأشياء والمال في الرياض بأسماء فاقديها فقد يرد إعلان عن فقد محفظة أو ولد أو بقرة أو ورقة وثائقية وغيرها وعلى من يجدها أن يسلمها إلى مقر الإذاعة الذي كان يعد في منطقة حديثة مدارس قبل قبل ما يقارب ستين عاماً، ومن يأتي بالمفقودات فإن المذيع «طامي» يقدم له هدية إذاعية بإسمه كأن تكون أغنية باسمه، ساعد على ذلك أن عدد سكان الرياض كان قليلاً آنذاك.
كما كانت تذيع أسماء الناجحين في الرياض مما جعل الناس يتحلقون على المذياع في ذلك اليوم المهم للطلاب وأولياء أمورهم، وحين أصبحت الأسماء تنشر في الصحف أصبح يذيع أسماء الراسبين.
وكانت كذلك تنشر بعض الأخبار العالمية نتيجة استماع صاحبها طامي للإذاعات العربية والأجنبية لإجنبية التي تصل للسعودية ويعيد بثها بفضل إجادته ومعرفته للغات غير عربية عدة، فقد كان يصل للسعودية إذعات صوت العرب وإذاعة الكويت وإذاعة العراق وإذاعة ألمانية وغيرها.

## إنجــازاتها
- محاولة نقل مباراة في كرة القدم عام 1381هـ بين فريقي الهلال والوحدة على نهائي بطولة كأس الملك في ملعب الصايغ بالرياض وتم نقل الربع الأخير.
- نقل حفل أقامته كلية التجارة بجامعة الملك سعود بالرياض على الهواء مباشرة عام 1382هـ، وقد يكون أول حفل رسمي يبث في وسيلة إعلامية في السعودية.

## نهاية الإذاعة
نتيجة قرب افتتاح إذاعة الرياض رسميًا، توقفت إذاعة طامي بتوجيه حكومي وتم مكافأة صاحبها عبد الله العويد مالياً، وحين تعسر تعيينه في وزارة الإعلام عُين في وزارة الدفاع وظل فيها حتى حلول تقاعده من العمل الحكومي، وكان بعد توقف إذاعته تفرغ لهوايته وشغفه بالاختراعات حيث صنع أجهزة تكييف، كما اخترع جهاز «راديوفون» أو ما يسمى الآن «انتركوم» وأنتج منه عدداً كبيراً، واستخدمت في المدارس وبعض الدوائر الحكومية، فعرضت عليه شركة «فيليبس» الهولندية لشرائه وتطويره وتصنيعه فرفض خوفاً من أن لا ينال حقوقه كاملة خصوصاً انه لم يكن في ذلك الوقت حماية حقوق الملكية والفكرية.

## انطر أيضاً
- إذاعة السعودية
- إذاعة الرياض